# آنتونیو گومس روفو
آنتونیو گومس روفو (اسپانیایی: Antonio Gómez Rufo‎؛ زادهٔ ۱۹۵۴) نویسنده اهل اسپانیا است.
او دانش‌آموختهٔ رشتهٔ حقوق در دانشگاه کمپلوتنسه مادرید است. در سال ۲۰۰۵، گومس موفق به دریافت جایزه فرناندو لارا برای رمان راز پادشاه اسیر (El secreto del rey cautivo) شد.
از فیلم‌ها یا مجموعه‌های تلویزیونی که وی در آن‌ها نقش داشته‌است می‌توان به پاریس تومبوکتو (۱۹۹۹) اشاره نمود.